# Aérodrome d'Arvidsjaur
L'aérodrome d'Arvidsjaur (code IATA : AJR • code OACI : ESNX) est un aéroport situé à 13 km d'Arvidsjaur, dans le nord de la Suède.

## Compagnies aériennes et destinations
| Compagnies | Destinations                                           |
| ---------- | ------------------------------------------------------ |
| Eurowings  | En saison charter: Cologne/Bonn-K. Adenauer, Stuttgart |
| Nordica    | Gällivare, Stockholm-Arlanda                           |

Actualisé le 26/02/2023

## Situation

### Carte des aéroports de Suède
| \| 50 km1:2 974 000 \| Montagnes · Sälen Ängelholm–Helsingborg Åre Östersund Arvidsjaur Borlänge Gällivare Göteborg-Landvetter Hagfors Halmstad Hemavan Tärnaby Jönköping Kalmar Karlstad Kiruna Kramfors-Sollefteå Linköping Luleå Lycksele Malmö Mora-Siljan Norrköping Örnsköldsvik Örebro Pajala Ronneby Skellefteå Stockholm-Arlanda Stockholm-Bromma Stockholm-Skavsta Stockholm-Västerås Sundsvall-Timrå Sveg Torsby Trollhättan–Vänersborg Umeå Växjö Vilhelmina Visby |
| 50 km1:2 974 000 |

## Statistiques
Pour des raisons techniques, il est temporairement impossible d'afficher le graphique qui aurait dû être présenté ici.

Voir la requête brute et les sources sur Wikidata.